# 민속마을길
민속마을길 (Oeam Folk Village-ro)전라남도 순천시 상사면 연동삼거리 에서 낙안면 닉인면교차로 를 이어주는 도로이다.

## 주요 경유지
전라남도
- 순천시 (도사동 . 상사면 . 낙안면)

## 노선
| 이름                | 접속 노선                   | 소재지 | 소재지 | 비고 |
| ------------------- | --------------------------- | ------ | ------ | ---- |
| 연동삼거리          | 국도 제2호선 (녹색로)       | 순천시 | 도사동 |      |
| 덕월육교            |                             | 순천시 | 도사동 |      |
| 덕월교              |                             | 순천시 | 도사동 |      |
| 월곡삼거리          | 상사호길                    | 순천시 | 도사동 |      |
| 교곡삼거리          | 상사호길                    | 순천시 | 도사동 |      |
| 삼천1교             |                             | 순천시 | 도사동 |      |
|                     | 상사면                      | 순천시 |        |      |
| 상사사거리          | 우산보길 오실길             | 순천시 |        |      |
| 낙안면소재지 교차로 | 지방도 제857호선 (조정래길) | 순천시 | 낙안면 |      |